# Список самолётов
Это список моделей самолётов, отсортированный в алфавитном порядке по названию, именование моделей начинается с названия производителя (в некоторых случаях конструктора). Если та или иная модель известна под несколькими именами, список включает все имена, что упрощает поиск.
Список не полон с точки зрения включения всевозможных вариантов и подтипов самолётов (правило, определяющее, что является отдельной моделью, а что — подтипом, может отличаться для разных производителей).
Для уменьшения размера статьи список разбит на подстатьи:
- A-B
- C-D
- E-H
- I-M
- N-S
- T-Z
- А-Я